# Iggingen
Iggingen ist eine Gemeinde in Baden-Württemberg und gehört zum Ostalbkreis. Sie gehört zur Region Ostwürttemberg und zur Randzone der europäischen Metropolregion Stuttgart.

## Geographie

### Geographische Lage
Iggingen liegt auf einem Höhenrücken zwischen den Flüssen Rems und Lein etwa 10 km von Schwäbisch Gmünd entfernt.

### Nachbargemeinden
Die Gemeinde grenzt im Norden an Täferrot, Leinzell und Göggingen, im Osten an Heuchlingen und Böbingen an der Rems, und im Süden und Westen an die Stadt Schwäbisch Gmünd.

### Gemeindegliederung
Zur Gemeinde Iggingen gehören das Dorf Iggingen, die Weiler Brainkofen und Schönhardt und das Haus Schafhäusle sowie die abgegangenen Ortschaften Airlighofen, Aushof, Edelweiler und die abgegangene Burg Iggingen in den Schlossäckern.

### Flächenaufteilung
Nach Daten des Statistischen Landesamtes, Stand 2014.

## Geschichte

### Bis zum Ende des alten Reichs
Iggingen wurde bereits im Jahre 855 erstmals unter dem Namen Ucchinga im Lorscher Codex urkundlich erwähnt. Der Ort war im Hochmittelalter im Besitz der Staufer und gehörte zum Herzogtum Schwaben. Aus dem Jahr 1274 ist die Schreibweise Uggingen bekannt. Von 1275 bis 1492 führten die Herren von Iggingen das Dorf, deren verschwundene Burg in den Schlossäckern lag. Das Geschlecht stellte mit Kaspar von Uckingen einen Stadtschultheiß in Gmünd. Es starb mit dem Junker Hans zu Uckingen, Ritter des Heiligen Grabes, am Ende des 15. Jahrhunderts im Mannesstamme aus. Als Grundherren in Iggingen traten nun für die verbleibenden drei Jahrhunderte bis zum Ende des Heiligen Römischen Reichs überwiegend Patrizier und geistliche Einrichtungen der Reichsstadt Schwäbisch Gmünd in Erscheinung. In den Wirren des Dreißigjährigen Krieges brannten kaiserliche Truppen 1638 große Teile des Dorfes samt der Kirche und des Pfarrhofes nieder.

### Seit württembergischer Zeit
Durch die Mediatisierung am Beginn des 19. Jahrhunderts fiel der Ort an das Königreich Württemberg und wurde dem Oberamt Gmünd zugeordnet. Bei der Kreisreform während der NS-Zeit in Württemberg gelangte Iggingen 1938 zum Landkreis Schwäbisch Gmünd. 1945 bis 1952 gehörte die Gemeinde zum Nachkriegsland Württemberg-Baden, das 1945 in der Amerikanischen Besatzungszone gegründet worden war, ab 1952 zum heutigen Bundesland Baden-Württemberg. Durch die Kreisreform von 1973 kam Iggingen zum neuen Ostalbkreis.

### Einwohnerentwicklung
| Jahr | Einwohner |
| ---- | --------- |
| 1939 | 952       |
| 1961 | 1412      |
| 1970 | 1634      |
| 1987 | 1959      |
| 1997 | 2385      |
| 2005 | 2580      |
| 2010 | 2560      |
| 2015 | 2554      |

### Ortsteile

#### Schönhardt
Erstmals 1278 wurde Schönhardt erwähnt. Es ist auch heute noch landwirtschaftlich geprägt.

#### Brainkofen
Auf der Gemarkung Brainkofen wurde ein Faustkeil gefunden, dessen Alter mit etwa 100.000 Jahren bestimmt wurde. Auch eiszeitliche Jäger haben in der Zeit von 18.000 bis 4000 v. Chr. Spuren hinterlassen, ebenso wie die Kelten.
Als letzter Ortsteil wurde Brainkofen 1288 das erste Mal in einer Urkunde erwähnt.

## Religionen

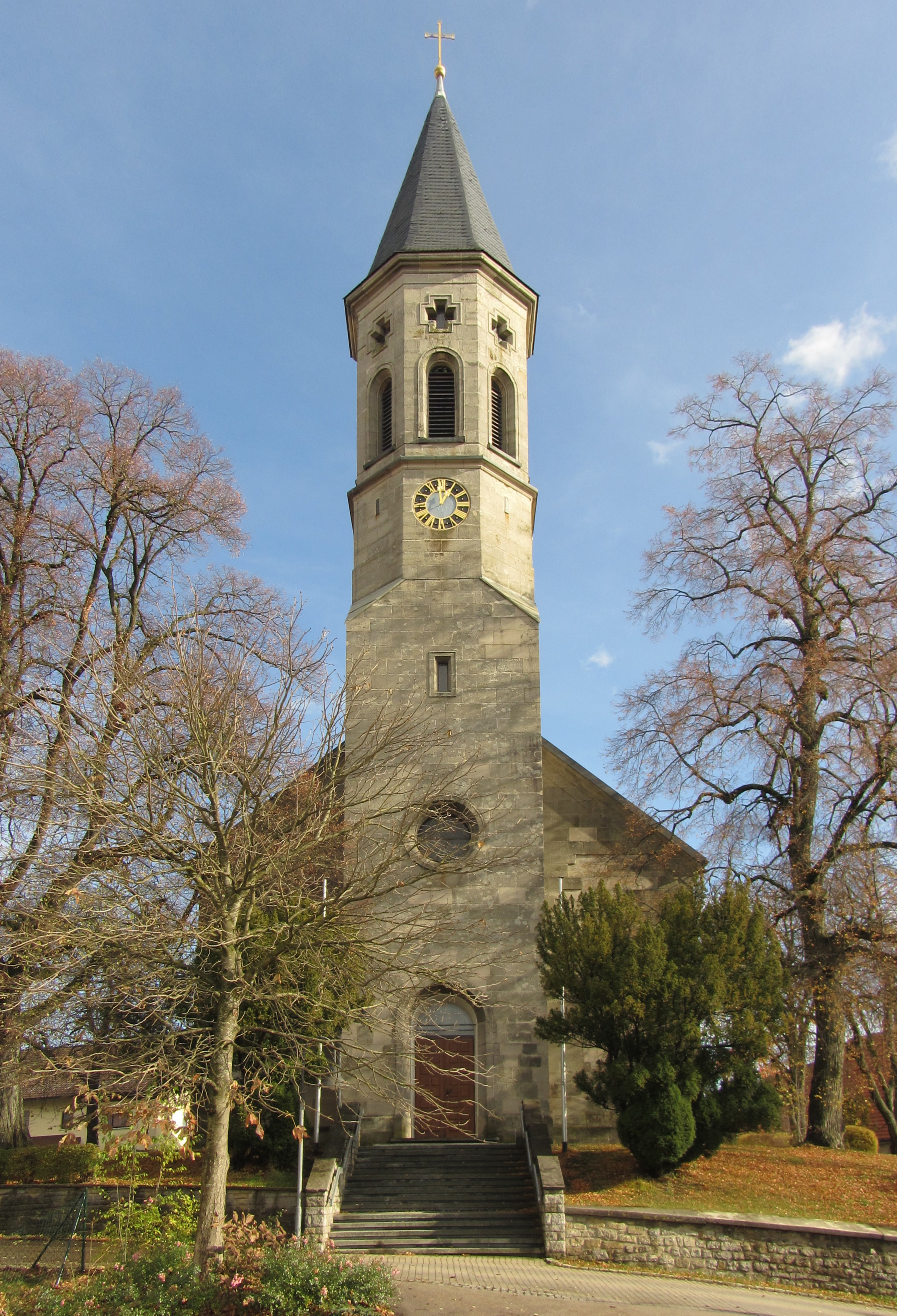
St.-Martinus-Kirche

Iggingen ist vorwiegend römisch-katholisch geprägt, da es von der Reformation unberührt blieb. Einzige Kirche im Ort ist die 1859 erbaute St.-Martinus-Kirche, die wenigen evangelischen Gläubigen werden von der Kirchengemeinde Täferrot aus geistlich versorgt.

## Politik

### Verwaltungsverband
Die Gemeinde ist Mitglied des Gemeindeverwaltungsverbands Leintal-Frickenhofer Höhe mit Sitz in Leinzell.

### Bürgermeister
Bürgermeister ist seit dem 1. Mai 2024 Tobias Feldmeyer. Er wurde am 4. Februar 2024 mit 82,2 Prozent der Stimmen gewählt. Von 1994 bis 2024 amtierte Klemens Stöckle als Bürgermeister. Dieser wiederum löste Julius Breyer ab.

### Wappen
Blasonierung: In von Silber und Blau schräggeteiltem Schild oben ein nach der Teilung schreitender roter Löwe.

## Wirtschaft und Infrastruktur
Für die unter Denkmalschutz stehenden Kulturdenkmale des Ortes siehe die Liste der Kulturdenkmale in Iggingen.

### Verkehr
Die Bundesstraße 29 (Waiblingen–Nördlingen) verbindet Iggingen mit dem überregionalen Straßennetz.

### Bildung
In Iggingen gibt es lediglich eine Grundschule. Daneben gibt es einen kommunalen und einen römisch-katholischen Kindergarten. Die nächstgelegene Hauptschule ist die Gemeindeverbandsschule in Leinzell. Auch die nächstgelegene Realschule findet sich in Leinzell. Weiterführende Schulen befinden sich in Schwäbisch Gmünd und Heubach.